# Dryophthoridae
Famille
Les Dryophthoridae forment une famille de coléoptères définie par Carl Johann Schönherr (1772-1848) qui comprend cinq sous-familles.

## Sous-familles
- Cryptodermatinae Bovie, 1908
- Dryophthorinae Schönherr, 1825
- Orthognathinae Lacordaire, 1865
- Rhynchophorinae Schönherr, 1833
- Stromboscerinae Lacordaire, 1865

Bouchard et al. (2011)

## Quelques espèces remarquables
- Cosmopolites sordidus - Charançon du bananier
- Scyphophorus acupunctatus - Charançon de l'Agave
- Sitophilus granarius ou Calandre - Charançon du blé
- Sitophilus oryzae - Charançon du riz
- Rhynchophorus ferrugineus - Charançon rouge des palmiers

## Liste des sous-familles, genres, espèces, sous-espèces et non-classés
Selon Catalogue of Life (31 août 2014) :
- genre Abacobius
- genre Abrachius
- genre Acantharhinus
- genre Acanthorrhinus
- genre Acherus
- genre Adapanetus
- genre Aethes
- genre Allaeotes
- genre Alloscolytroproctus
- genre Anapygus
- genre Anathymus
- genre Anius
- genre Anogelia
- genre Anoxyopisthen
- genre Aphanomastix
- genre Aphiocephalus
- genre Aplotes
- genre Aporophemus
- genre Atarphaeus
- genre Autonopis
- genre Axinophorus
- genre Barystethus
- genre Belopoeus
- genre Belorhynus
- genre Brenthidogenia
- genre Brenthidomimus
- genre Bulbifer
- genre Cactophagoides
- genre Cactophagus
- genre Calandra
- genre Calandrella
- genre Calandrites
- genre Calandrotopus
- genre Calendra
- genre Catapyges
- genre Cercidocerus
- genre Conocephalus
- genre Conopisthen
- genre Coptopisthen
- genre Coraliphorus
- genre Cordyle
- genre Cosmopolites
- genre Crepidotus
- genre Cryptocordylus
- genre Cryptoderma
- genre Cyrtotrachelus
- genre Dexipeus
- genre Diathetes
- genre Dichthorrhinus
- genre Diocalandra
- genre Disodontogenus
- genre Dolichopisthen
- genre Dryophthoroides
- genre Dryophthorus
- genre Dynamis
- genre Dyspnoetus
- genre Elatticus
- genre Eucactophagus
- genre Eucalandra
- genre Eugithopus
- genre Eugnoristus
- genre Flamingorhynchus
- genre Ganaë
- genre Gypsophorus
- genre Haplorhynchus
- genre Harpacterus
- genre Heterotoxus
- genre Homalostylus
- genre Ichthyopisthen
- genre Iphthimorhinus
- genre Lampommatus
- genre Laocalandra
- genre Laodaria
- genre Laogenia
- genre Laostates
- genre Liocalandra
- genre Litorhynchus
- genre Litosomus
- genre Macrocheirus
- genre Macrochirus
- genre Megaproctus
- genre Megastethus
- genre Melchus
- genre Meroplus
- genre Merothricus
- genre Mesocordylus
- genre Metamasiopsis
- genre Metamasius
- genre Metaprodioctes
- genre Microspathe
- genre Myocalandra
- genre Nassophasis
- genre Nea
- genre Neocalandra
- genre Neoxides
- genre Nephius
- genre Nycterorhinus
- genre Odoiporus
- genre Odontorhynchus
- genre Oliabus
- genre Ommatolampes
- genre Ommatolampus
- genre Omotemnus
- genre Orthognathus
- genre Orthosinus
- genre Otidognathus
- genre Oxyopisthen
- genre Oxyrhynchoides
- genre Oxyrhynchus
- genre Paracalendra
- genre Paradiaphorus
- genre Paramorphorrhinus
- genre Paratasis
- genre Periphemus
- genre Perissoderes
- genre Phacecorynes
- genre Phrynoides
- genre Phyllerythrurus
- genre Pleurothorax
- genre Polytus
- genre Poteriophorus
- genre Procosmopolites
- genre Prodioctes
- genre Protocerius
- genre Pseudacanthorrhinus
- genre Psilodryophthorus
- genre Rhabdocnemis
- genre Rhinocles
- genre Rhinostomus
- genre Rhodobaenus
- genre Rhynchohovanus
- genre Rhynchophorinus
- genre Rhynchophorus
- genre Schlaginhaufenia
- genre Sciabregma
- genre Scoliopisthen
- genre Scyphophorus
- genre Sipalus
- genre Sitophilus
- genre Sparganobasis
- genre Sphenocorynes
- genre Sphenophorus
- genre Stenolandra
- genre Stenommatus
- genre Stenophida
- genre Stromboscerus
- genre Symmorphorhinus
- genre Synommatus
- genre Tasactes
- genre Tatiotimus
- genre Temnoschoita
- genre Tetraspartus
- genre Tetratemnus
- genre Tetratopus
- genre Timiotatus
- genre Toxorhinus
- genre Toxorrhinus
- genre Trichischius
- genre Trigonotarsus
- genre Trochorhopalus
- genre Trymatoderus
- genre Tryphetus
- genre Tyndides
- genre Xerodermus
- genre Yuccaborus
- genre Zetheus

Selon ITIS (31 août 2014) :
- genre Cactophagus LeConte, 1876
- genre Cosmopolites Chevrolat, 1885
- genre Diocalandra Faust, 1894
- genre Dryophthorus Germar, 1824
- genre Mesocordylus Lacordaire, 1866
- genre Metamasius Horn, 1873
- genre Myocalandra Faust, 1894
- genre Orthognathus Schönherr, 1838
- genre Polytus Faust, 1894
- genre Rhabdoscelus Marshall, 1943
- genre Rhodobaenus LeConte, 1876
- genre Rhynchophorus Herbst, 1795
- genre Scyphophorus Schönherr, 1838
- genre Sipalinus Marshall, 1943
- genre Sitophilus Schönherr, 1838
- genre Sphenophorus Schönherr, 1838
- genre Stenommatus Wollaston, 1873
- genre Yuccaborus LeConte, 1876

Selon NCBI (31 août 2014) :
- sous-famille Dryophthorinae
  - genre Cactophagus
    - Cactophagus spinolae

  - genre Cosmopolites
    - Cosmopolites sordidus

  - genre Diocalandra
    - Diocalandra frumenti

  - genre Dryophthorus
    - Dryophthorus corticalis

  - genre Dynamis
    - Dynamis borassi

  - genre Mesocordylus
    - Mesocordylus bracteolatus

  - genre Metamasius
    - Metamasius callizona
    - Metamasius hemipterus

  - genre Odoiporus
    - Odoiporus longicollis

  - genre Polytus
    - Polytus mellerborgi

  - genre Rhabdoscelus
    - Rhabdoscelus obscurus

  - genre Rhinostomus
    - Rhinostomus barbirostris
    - Rhinostomus nigra

  - genre Rhodobaenus
    - Rhodobaenus nigrofasciatus

  - genre Rhynchophorus
    - Rhynchophorus bilineatus
    - Rhynchophorus cruentatus
    - Rhynchophorus ferrugineus
    - Rhynchophorus palmarum
    - Rhynchophorus phoenicis
    - Rhynchophorus vulneratus

  - genre Scyphophorus
    - Scyphophorus acupunctatus
    - Scyphophorus yuccae

  - genre Sipalinus
    - Sipalinus gigas
      - sous-espèce Sipalinus gigas gigas

  - genre Sitophilus
    - Sitophilus granarius
    - Sitophilus linearis
    - Sitophilus oryzae
    - Sitophilus vateriae
    - Sitophilus zeamais

  - genre Sphenophorus
    - Sphenophorus brunnipennis
    - Sphenophorus coesifrons
    - Sphenophorus incurrens
    - Sphenophorus levis
    - Sphenophorus piceus
    - Sphenophorus striatopunctatus
    - Sphenophorus venatus

  - genre Trigonotarsus
    - Trigonotarsus rugosus

  - genre Yuccaborus
    - Yuccaborus frontalis

  - non-classé Unclassified Dryophthoridae

Selon Paleobiology Database (31 août 2014) :
- sous-famille Orthognathinae
- sous-famille Rhynchophorinae
- sous-famille Stromboscerinae